# Franz Vettel

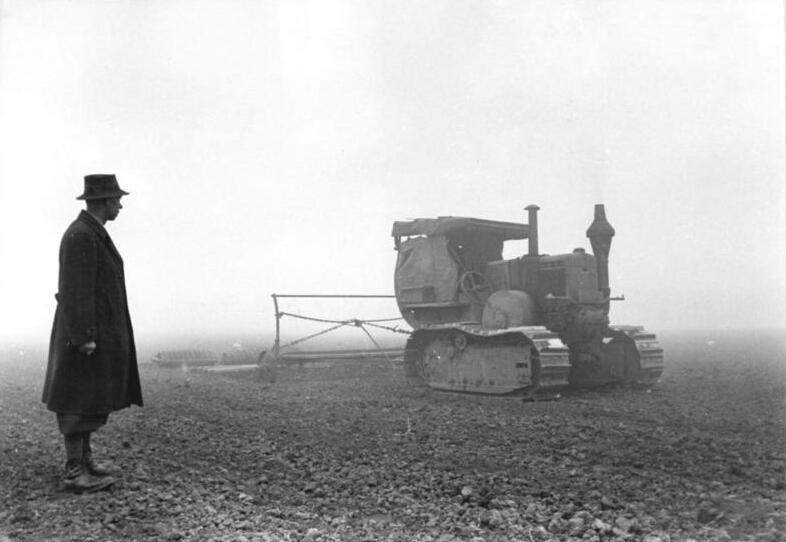
Franz Vettel in Hadmersleben, 1951

Franz Vettel (* 9. Februar 1894 in Heppenheim; † 13. Juli 1965 in Wernigerode) war ein deutscher Landwirt und Pflanzenzüchter.

## Leben
Franz Vettel wurde als siebtes von zehn Kindern des Metzgers und Gastwirtes Jakob Vettel und dessen Ehefrau Katharina geborene Neher geboren. Er wuchs als Bauernsohn in einer kinderreichen Familie auf. Nach dem Besuch der Oberrealschule absolvierte Franz Vettel ein landwirtschaftliches Volontariat. 1914 wurde er zum Kriegsdienst eingezogen, aus dem er am Ende des Ersten Weltkrieges entlassen wurde. Ab 1919 studierte Franz Vettel an der Universität Halle-Wittenberg Landwirtschaftswissenschaften. 1921 erhielt er dort eine Stelle als wissenschaftlicher Assistent am Institut für Acker- und Pflanzenbau und Pflanzenzüchtung bei Theodor Roemer.
Ab 1926 leitete Franz Vettel im Kloster Hadmersleben bei der Firma Heine die Saatzucht. 1945 geriet er in sowjetische Internierung, aus der er erst 1948 entlassen wurde. 1952 wurde Franz Vettel Leiter der Forschungsstelle für Getreidezüchtung Kloster Hadmersleben. Aufgrund seiner ablehnenden Haltung zum Bau der Berliner Mauer im August 1961 erfolgte seine Absetzung als Institutsleiter. Ende 1961 ging er daraufhin in Rente. In der Kreisstadt Wernigerode am Harz verbrachte er seinen Lebensabend.
Franz Vettel war Mitglied der Deutschen Akademie der Landwirtschaftswissenschaften zu Berlin.

## Werk
Franz Vettel war ein erfolgreicher Saatzüchter, dem mehrere neue Sorten von Zuchtweizen und -gerste sowie Maßnahmen zur Verbesserung der Getreideertragsleitung zu verdanken sind.

## Ehrungen
- 1954: Prof.-Roemer-Medaille der AG Getreideforschung
- Nationalpreis der DDR
- Ehrendoktor (Dr. agr. h. c.) der Landwirtschaftlichen Fakultät der Universität Halle-Wittenberg